# Sekela
Sekela est un woreda de la zone Mirab Godjam de la région Amhara au nord-ouest de l'Éthiopie. Ce woreda a une population de 138 691 habitants en 2007. Son centre administratif, Gish Abay, se situe à proximité des sources du cours supérieur du Nil Bleu.

## Géographie
Dans la zone Mirab Godjam, Sekela  est limitrophe de la zone Agew Awi.
Son centre administratif, Gish Abay, s'est développé autour des sources du Gilgel Abay ou « petit Abay », le principal affluent du lac Tana, connu comme le cours supérieur du Nil Bleu.
Le woreda est desservi par une route secondaire allant de Tilili (am) à Adet. Tilili se trouve à 30 km au sud-ouest de Gish Abay, dans le woreda Guagusa Shekudad (en) de la zone Agew Awi. Adet, à 60 km au nord-est de Gish Abay, est dans le woreda Yilmana Densa. La route Tilili-Adet rejoint la route principale Addis-Abeba-Debre Marqos-Baher Dar (A3) à Tilili et rejoint la route Baher Dar-Mota à Adet.
| Faggeta Lekoma (zone Agew Awi)        | Mecha  | Yilmana Densa |
| Banja Shekudad (en) (zone Agew Awi)   | Sekela | Kuarit        |
| Guagusa Shekudad (en) (zone Agew Awi) | Bure   | Jabi Tehnan   |

## Histoire
En juin 2002, Sekela subit de graves inondations et glissements de terrain.

## Démographie
D'après le recensement national de 2007 réalisé par l'Agence centrale de la statistique (Éthiopie), Sekela compte 138 691 habitants et 5 % de la population est urbaine,.
La quasi-totalité des habitants (99,9 %) sont orthodoxes.
La population urbaine correspond aux 6 779 habitants de Gish Abay.
Avec une superficie de 769 km2[réf. souhaitée], le woreda a en 2007 une densité de population de 180 personnes par km2.
Début 2022, la population du woreda est estimée, par projection des taux de 2007, à 188 212 personnes.